# Distrikt Pullo
Der Distrikt Pullo liegt in der Provinz Parinacochas in der Region Ayacucho in Südzentral-Peru. Der Distrikt entstand in den Gründungsjahren der Republik Peru. Er besitzt eine Fläche von 1563 km². Beim Zensus 2017 wurden 6548 Einwohner gezählt. Im Jahr 1993 lag die Einwohnerzahl bei 3187, im Jahr 2007 bei 4445. Sitz der Distriktverwaltung ist die 3030 m hoch gelegene Ortschaft Pullo mit 389 Einwohnern (Stand 2017). Pullo liegt 22 km südsüdwestlich der Provinzhauptstadt Coracora. Am Westufer des Sees Laguna Paricochas befindet sich der archäologische Fundplatz Inkawasi.

## Geographische Lage
Der Distrikt Pullo liegt in der Cordillera Volcánica im äußersten Südwesten der Provinz Parinacochas. Entlang der nördlichen Distriktgrenze fließt der Río Yauca (auch Río Lampalla) nach Westen. Im Osten reicht der Distrikt bis zum Westufer des Sees Laguna Parinacochas. Der zentrale Süden liegt im Einzugsgebiet der Quebrada de Chala, einem Zufluss des Pazifischen Ozeans.
Der Distrikt Pullo grenzt im Westen und im Norden an den Distrikt Sancos (Provinz Lucanas), im Norden an den Distrikt Chaviña (ebenfalls in der Provinz Lucanas), im Nordosten an den Distrikt Chumpi, im Osten an den Distrikt Puyusca sowie im Süden an die Distrikte Quicacha, Huanuhuanu und Atiquipa (alle drei in der Provinz Caravelí).

## Ortschaften
Neben dem Hauptort gibt es folgende größere Ortschaften im Distrikt:
- Antallani
- Chaipi
- Chusi
- Malco
- Manzayanocc
- Occosuyo
- Pararani
- Pueblo Nuevo de Huilcallama (315 Einwohner)
- Relave (4434 Einwohner)
- Sacsara
- Tarco (258 Einwohner)